# Makarjewo

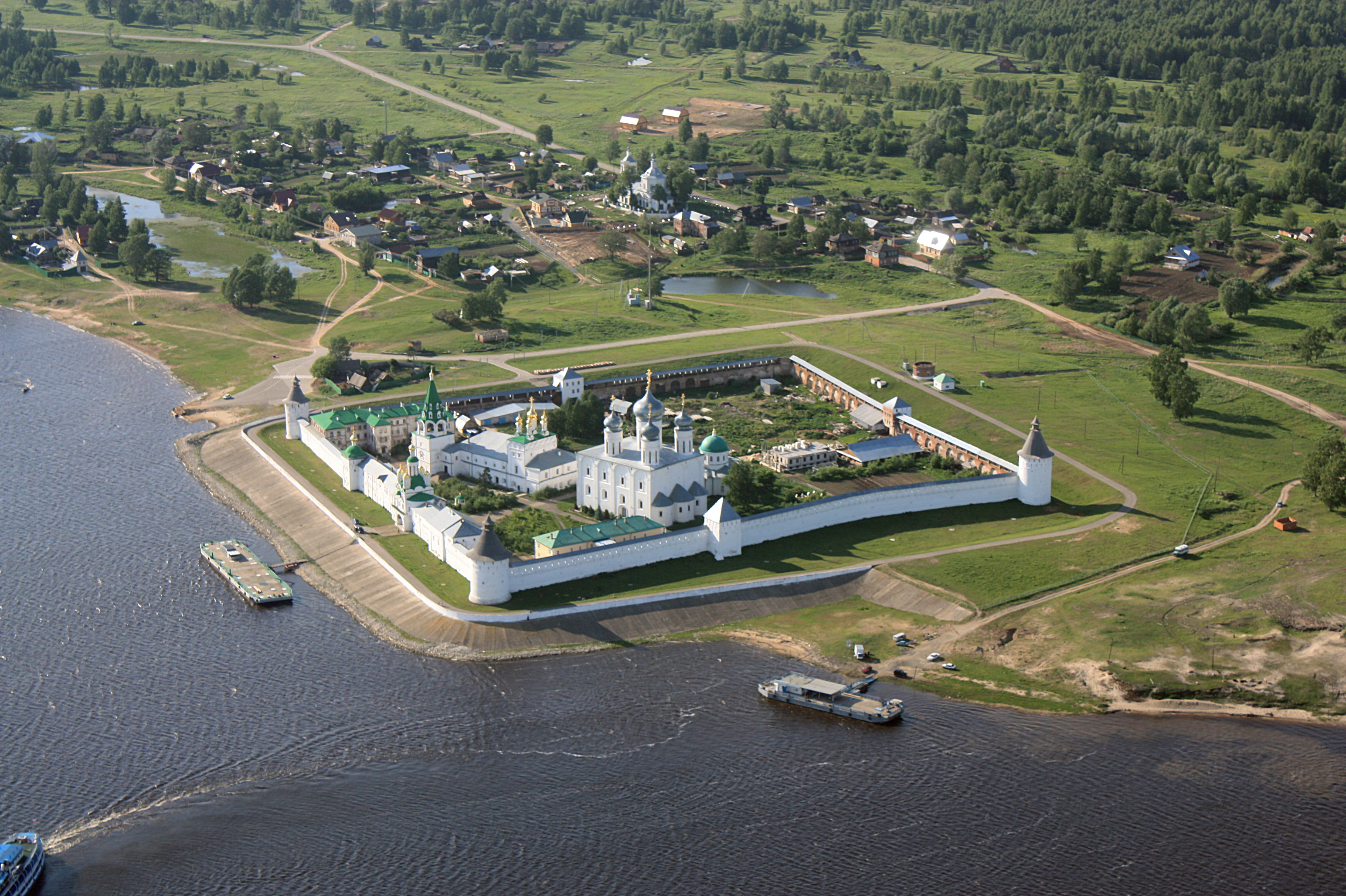
Makarjewo

Makarjewo (russisch Макарьево) ist eine ländliche Siedlung in der Oblast Nischni Nowgorod (Russland).

## Geografie
Der Ort liegt etwa 90 km südöstlich der Oblasthauptstadt Nischni Nowgorod am linken Ufer der hier zum Tscheboksarsker Stausee aufgestauten Wolga unterhalb der Mündung des Kerschenez, gegenüber der sechs Kilometer entfernten Stadt Lyskowo.
Der Ort ist nicht zu verwechseln mit der Stadt Makarjew in der Oblast Kostroma.
Makarjewo gehört zum Rajon Lyskowo und ist eine von zwölf Ortschaften der Landgemeinde (Selskoje posselenije) Walkowski selsowet. Deren Verwaltungssitz, das Dorf Walki, liegt gut sechs Kilometer nordwestlich von Makarjewo.

## Geschichte
1435 wurde vom später von der Russisch-Orthodoxen Kirche als Wundertäter heiliggesprochenen Makarios (russisch Макарий/Makari; 1349–1444) am kleinen Gelben See nahe der Wolga eine Einsiedelei gegründet (den See gibt es heute wegen Veränderungen des Wolgalaufes nicht mehr). 1439 musste Makarios die Einsiedelei wegen ihrer Lage im Grenzgebiet zum Khanat Kasan aufgeben und gründete eine andere am Fluss Unscha, später Kloster und heute Stadt Makarjew.

### Blütezeit
An Stelle der alten Einsiedelei wurde in den 1620er Jahren das Dreifaltigkeitskloster gegründet, welches aus Beinamen die des Heiligen Makarios und des ehemaligen Gelben Sees bekam (russisch scholtaja woda, wörtlich Gelbes Wasser). Der volle Name des Klosters lautet somit Makarios-Scholtowodski-Dreifaltigkeitskloster (Макарьев-Жёлтоводский Троицкий монастырь/Makarjew-Scholtowodski Troizki monastyr).
Um das Kloster entstand bald eine Handelssiedlung (Sloboda), die nach dem Kloster den Namen Makarjew erhielt. Seit 1641 fand hier der Makarios-Markt (Makarjew-Markt), der bis zum Beginn des 19. Jahrhunderts größte Veranstaltung dieser Art in Russland blieb und aus dem später die Nischni-Nowgoroder Messe entstand. 1789 erhielt Makarjew das Stadtrecht als Verwaltungszentrum eines Kreises (Ujesds).

### Abstieg
1816 kam es zu einem verheerenden Brand, infolgedessen der Markt in das weitaus größere Nischni Nowgorod verlegt wurde, welches damit endgültig zu einem der Handelszentren Russlands aufstieg. Makarjew verlor dagegen seine Bedeutung als Handels- und im Verlaufe des 19. Jahrhunderts auch als Verwaltungszentrum, als ein Großteil der Behörden in das günstiger am gegenüberliegenden Wolgaufer an der Straße Moskau–Kasan (Kasaner Trakt) gelegene Dorf Lyskowo verlegt wurde. Lediglich das Kloster blieb bedeutendes religiöses Zentrum, und der Status als Kreisstadt blieb offiziell erhalten.
1925 wurde der Rajon Lyskowo gegründet, Lyskowo wurde auch offiziell dessen Verwaltungszentrum und erhielt das Stadtrecht, während es Makarjew verlor und fortan als Dorf Makarjewo genannt wurde (die Endung -o ist im Russischen typischer für Dörfer). 1927 erfolgte die Schließung des Klosters durch die sowjetischen Behörden.
1958 wurde dem Ort im Rahmen der touristischen Erschließung wieder der Status einer Siedlung städtischen Typs verliehen, 2009 wurde er jedoch wieder als ländliche Siedlung eingestuft.

### Heutige Situation
Mit der Flutung des Tscheboksarsker Stausees Anfang der 1980er Jahre stieg der Wasserspiegel der Wolga um fünf Meter (auf 63 m ü. M.) und ein Teil des Ortes wurde überschwemmt. Das Kloster selbst wurde durch einen Damm mit Mauer geschützt.
Im Januar 1992 wurde das Kloster an die Russisch-Orthodoxe Kirche zurückgegeben, der Eparchie Nischni Nowgorod unterstellt und als Frauenkloster wiedereröffnet. Heute leben hier mehrere Dutzend Nonnen.
Seit 1989 ist die Anhebung des Wasserspiegels des Stausees um weitere fünf Meter, gemäß dem ursprünglichen Projekt, im Gespräch. Sie wurde zuletzt im März 2008 durch Pläne des Energieministeriums und der Regierung zur Entwicklung der Energiewirtschaft bis 2020 bestätigt, denn die vorgesehene Leistung des Wasserkraftwerkes von 1404 Megawatt (heute 800 MW) ist nur bei einer solchen Niveauanhebung möglich. Damit ist das Kloster akut bedroht bzw. seine Überflutung nur mit erheblichem Aufwand zu verhindern.

### Bevölkerungsentwicklung
| Jahr | Einwohner |
| ---- | --------- |
| 1897 | 1560      |
| 1926 | 1200      |
| 1959 | 4322      |
| 1970 | 3109      |
| 1979 | 1491      |
| 1989 | 496       |
| 2002 | 222       |
| 2009 | 202       |

Anmerkung: bis 2002 Volkszählungsdaten (1926 gerundet)

## Kultur und Sehenswürdigkeiten

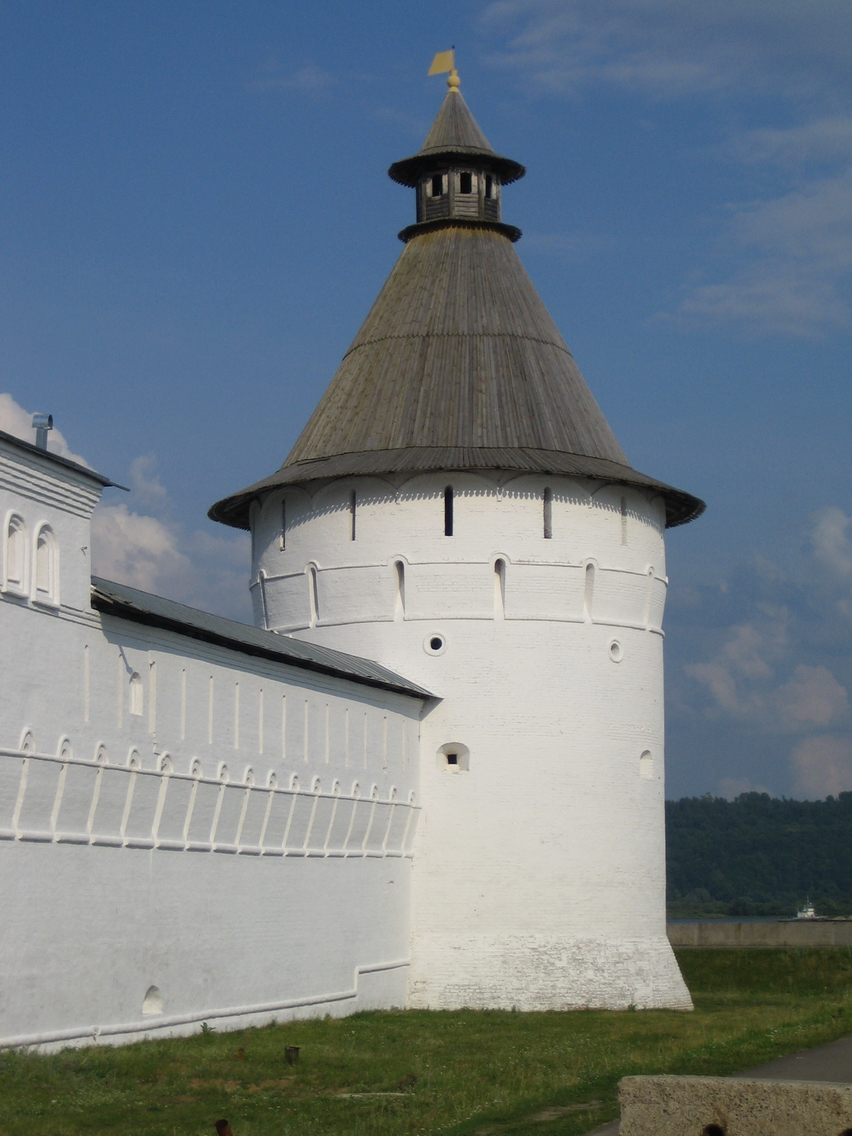
Turm der Klostermauer

In Makarjewo befindet sich das Makarios-Scheltowodski-Dreifaltigkeitskloster, umgeben von mächtigen Wehrmauern mit Türmen. Im Kloster stehen die Dreifaltigkeitskathedrale (Троицкий собор/Troizki sobor) von 1658 mit Fresken vom Ende des 17./Anfang des 18. Jahrhunderts und das Heilige Tor mit der Erzengel-Michael-Torkirche (церковь Михаила Архангела/zerkow Michaila Archangela), die 1670 von einer einkuppeligen zu einer fünfkuppeligen Kirche umgebaut wurde sowie weitere Kirchen. Der Mönchszellentrakt aus dem 17. Jahrhundert ist wenig verändert erhalten. Das Kloster ist ein Schauplatz des Films Salt mit Angelina Jolie.
Westlich des Klosters liegen das Refektorium mit der Mariä-Himmelfahrts-Kirche (Успенская церковь/Uspenskaja zerkow), Vorhof und angeschlossenem Glockenturm (alle von 1651).
Im Ort selbst steht die Kirche der Gottesmutter von Kasan (церковь Казанской Богоматери/zerkow Kasanskoi Bogomateri) von 1790.

## Wirtschaft und Infrastruktur
Der kleine Ort lebt heute fast ausschließlich vom Tourismus. Er ist mit einer Flussfähre von Lyskowo, gelegen an der Fernstraße M7 Moskau–Ufa (auch Europastraße 22) zu erreichen.
Nach Makarjewo führt im Sommer eine Ausflugsschiffsroute von Nischni Nowgorod. Das Kloster ist Bestandteil einer Touristenroute entlang des Flusses Kerschenez.